# Anoploderomorpha abstrusa
Anoploderomorpha abstrusa là một loài bọ cánh cứng trong họ Cerambycidae.